# Freewheelin' Woman
Freewheelin' Woman è il tredicesimo album in studio della cantautrice statunitense Jewel, pubblicato nel 2022.

## Tracce
1. Long Way 'Round – 4:05
2. Dancing Slow (featuring Train) – 3:20
3. Alibis – 2:54
4. Grateful – 4:17
5. Half Life – 3:56
6. Almost – 4:17
7. Dance Sing Laugh Love – 3:23
8. Living with Your Memory – 3:14
9. No More Tears (featuring Darius Rucker) – 3:34
10. When You Loved Me – 4:00
11. Love Wins – 3:42
12. Nothing But Love – 4:11